# Laura Linton
Pour les articles homonymes, voir Linton.
Laura A. Linton (8 avril 1853 – 1er avril 1915) est une chimiste et médecin américaine.

## Jeunesse et formation
Laura Alberta Linton naît le 8 avril 1853, dans le comté de Mahoning (Ohio), l'ainée des enfants de Joseph et Christina Linton, dans une famille de fermiers quakers. Après avoir travaillé la terre en Ohio, Pennsylvanie et dans le New Jersey, la famille s'installe dans le Minnesota. Laura Linton obtient un Bachelor of Science en chimie à l'Université du Minnesota.

## Carrière en chimie
Au cours de sa dernière année d'université, Linton analyse des spécimens minéraux de la rive nord du Lac Supérieur recueillis par ses professeurs, Stephen Farnum Peckham et Christopher W. Hall. Le minéral est similaire à la thomsonite, mais l'analyse de Linton révèle des caractéristiques physiques distinctes, dont la structure cristalline et la couleur. Dans leur description publiée du minéral, Peckham et Hall déterminent qu'il s'agit d'une variété distincte, la nommant lintonite en reconnaissance de « l'effort patient et de l'habileté » de leur élève.
Après son diplôme, Linton enseigne pendant deux ans à Lake City. Elle travaille ensuite à Providence avec Peckham sur son Rapport sur la production, la technologie et les utilisations du pétrole et de ses produits pour le recensement des États-Unis de 1880. Dans la lettre accompagnant son rapport, Peckham remercie Linton pour sa collaboration.
En 1882, elle étudie la chimie pendant deux semestres au Massachusetts Institute of Technology. Elle ne termine pas son programme d'études supérieures, mais accepte le poste de professeur de sciences naturelles à l'Université Lombard à Galesburg. Elle occupe le poste pendant un an, puis retourne à Minneapolis. Pendant les dix années suivantes, elle enseigne à la Minneapolis Central High School en tant que chef du département des sciences.
Vers 1894, Linton retourne à la recherche en chimie, en particulier à l'analyse de l'asphalte, sur des échantillons fournis par Peckham, qui était lié à l'Union Oil Company of California. Entre 1895 et 1896, elle fréquente l'Université du Michigan, mais ne reçoit pas de diplôme. Les résultats de ses travaux sur l'asphalte paraissent dans deux articles publiés par l'American Chemical Society en 1894 et 1896. Elle est reconnue pour son travail analytique minutieux, la clarté de sa présentation et l'importance commerciale de ses recherches. Un troisième article, co-écrit avec Peckham parait également en 1896 et devient la base du témoignage d'expert dans le cadre d'un important procès.

## Carrière en médecine
Peut-être influencée par son frère, Thomas Linton, et sa sœur, Sarah Linton Phelps, tous deux médecins, Linton décide de se tourner vers la carrière médicale.
De 1895 à 1900, elle est assistante en physiologie et chimie physiologique à l'Université du Minnesota et reçoit un doctorat en médecine de cette institution en 1900. Immédiatement après avoir obtenu son diplôme, elle accepte un poste à l'hôpital d'État de Rochester, prenant la place de sa sœur Sarah, qui est en mauvaise santé. Laura travaille à l'hôpital pendant les quinze dernières années de sa vie. Elle apporte deux contributions importantes à l'hôpital : elle donne des cours aux infirmières sur les principes diététiques et institue un programme supervisé pour les patientes souffrant de maladies mentales, dans lequel elles sont autorisées à faire des travaux d'aiguille et de l'artisanat. Il s'agit alors de l'un des premiers programmes hospitaliers à utiliser l'ergothérapie.
Linton est membre de l'Association américaine pour l'avancement des sciences et de l'Association pour l'avancement des femmes.
Elle meurt le 1er avril 1915 à Rochester.

## Publications
Linton publie plusieurs articles dont : 
- (en) Laura A. Linton, « On the Technical Analysis of Asphaltum », Journal of the American Chemical Society, vol. 16, no 12,‎ décembre 1894, p. 809–822 (DOI 10.1021/ja02110a005, lire en ligne)
- (en) Laura A. Linton, « On the Technical Analysis of Asphaltum, No. 2 », Journal of the American Chemical Society, vol. 18, no 3,‎ mars 1896, p. 275–279 (DOI 10.1021/ja02089a013, lire en ligne)
- (en) Stephen Farnum Peckham et Laura A. Linton, « On Trinidad Pitch », American Journal of Science, vol. 1, no 3,‎ 1er mars 1896, p. 193–207 (DOI 10.2475/ajs.s4-1.3.193, Bibcode 1896AmJS....1..193P, lire en ligne)